# Gran Ducado de Fráncfort
El Gran Ducado de Fráncfort fue un estado satélite alemán creado durante el Imperio Napoleónico. Fue establecido en 1810 mediante la combinación de los antiguos territorios del Arzobispado Electoral de Maguncia junto con los de la ciudad imperial de Fráncfort del Meno.
Con la disolución del Sacro Imperio Romano Germánico en 1806, la ciudad de Fráncfort del Meno había perdido su estatus de ciudad imperial, por lo que se mantenía de facto como una ciudad estado independiente dentro del territorio alemán. A fin de aliarse con Baviera, Napoleón ofreció los territorios de Ratisbona, en manos del arzobispo de Maguncia Karl Theodor von Dalberg, a Baviera, y, a cambio, Dalberg recibió Fráncfort del Meno, que se integró en los territorios que todavía se mantenían bajo el control del arzobispo, a saber, Aschaffenburg, Wetzlar, Fulda y Hanau, creándose el Gran Ducado de Fráncfort del Meno.
Aunque el Gran Ducado recibía el nombre de la ciudad de Fráncfort del Meno, Dalberg residía en Aschaffenburg, y los territorios del mismo estaban gobernados de facto por un comisario francés. En virtud de la constitución del gran ducado, tras la muerte de Dalberg el estado sería heredado por el hijastro de Napoleón, Eugène de Beauharnais.
El 26 de octubre de 1813 Dalberg abdicó a favor de Eugene, siguiendo la derrota de Napoleón en la Batalla de Leipzig. El gran ducado dejó de existir el 5 de noviembre de 1813, cuando, con el desmoronamiento del Imperio Napoleónico, Fráncfort del Meno fue ocupada por las tropas aliadas. La ciudad de Fráncfort volvió a convertirse en una ciudad libre, sede de la dieta alemana, y la mayoría de los territorios del gran ducado fueron anexionados por el Reino de Baviera.
- Datos: Q704312
- Multimedia: Grand Duchy of Frankfurt / Q704312